# Caragana manshurica
Caragana manshurica är en ärtväxtart som beskrevs av Vladimir Leontjevitj Komarov. Caragana manshurica ingår i släktet karaganer, och familjen ärtväxter. Inga underarter finns listade i Catalogue of Life.